# Imri Kalmann
Imri Kalmann (tiếng Hebrew: אימרי קלמן; sinh ngày 17 tháng 6 năm 1986) là một nhà hoạt động xã hội và là cựu đồng chủ tịch của Hiệp hội LGBT Israel. Ông là một doanh nhân và một nhân cách sống về đêm Tel Aviv, người đã mở một số câu lạc bộ thành công trong thành phố.
Tạp chí TheMarker đã chọn Kalmann là một trong 40 người trẻ triển vọng nhất năm 2015, vì các hoạt động chính trị và cuộc sống về đêm của mình, và năm 2016, ông được trang web Mako chọn là một trong những người có ảnh hưởng nhất trong cộng đồng đồng tính nam ở Israel.

## Tuổi thơ
Kalmann sinh ra ở Haifa và là con trai út của Dov Kalmann và Sylvia Cohen, người nhập cư từ Hà Lan. Ngay từ nhỏ, ông đã cùng gia đình chuyển đến Kfar Saba. Cha mẹ ông li dị khi ông tám tuổi, và sau đó, cha ông công khai, sau khi ông nội ông công khai trước đó.
Ông đã phục vụ trong IDF trong năm năm, trong thời gian đó ông làm trợ lý trong Quân đoàn Thiết giáp, với tư cách là chỉ huy nhóm của các khóa học hoàn thành sĩ quan quân đoàn, và là một sĩ quan phát triển nguồn nhân lực cho dự án tàu ngầm của hải quân.